# 磨坊盆地
磨坊盆地（Mill Basin）是美國纽约布鲁克林区东南部的一个住宅区。它位于一个半岛上，毗邻牙买加湾，西北與U大道接壤。根據2010年美國人口普查，磨坊盆地主要人口為白人，而且公共交通服务稀少。磨坊盆地的東南方有弗洛伊德·贝内特机场。